# Tanaocerus rugosus
Tanaocerus rugosus is een rechtvleugelig insect uit de familie Tanaoceridae. De wetenschappelijke naam van deze soort is voor het eerst geldig gepubliceerd in 1931 door Hebard.